# Чемпионат мира по настольному теннису 1997
Чемпионат мира по настольному теннису 1997 года прошёл с 24 апреля по 5 мая в городе Манчестер (Англия).

## Медалисты

### Командные соревнования
| Разряд  | Золото                                                         | Серебро                                                                                | Бронза                                                                             |
| ------- | -------------------------------------------------------------- | -------------------------------------------------------------------------------------- | ---------------------------------------------------------------------------------- |
| Мужчины | Китай · Дин Сун · Кун Линхуэй · Лю Голян · Ма Вэньгэ · Ван Тао | Франция · Николя Шатлен · Патрик Шила · Дамьен Элуа · Жан-Филипп Гасьен · Кристоф Легу | Республика Корея · Chu Kyo-Sung · О Сан Ин · Ким Тхэк Су · Ли Чхоль Сын · Ю Нам Гю |
| Женщины | Китай · Дэн Япин · Ли Ю · Ван Чэнь · Ван Нань · Ян Ин          | КНДР · Ким Хен Хи · Ту Чен Сил · Wi Bok-Sun                                            | Германия · Кристина Фишер · Ольга Немеш · Эльке Шалль · Цзе Шёпп · Николь Штрузе   |

### Личные соревнования
| Разряд                   | Золото               | Серебро                        | Бронза                         |
| ------------------------ | -------------------- | ------------------------------ | ------------------------------ |
| Мужской одиночный разряд | Ян-Уве Вальднер      | Владимир Самсонов              | Янь Сэнь                       |
| Мужской одиночный разряд | Ян-Уве Вальднер      | Владимир Самсонов              | Кун Линхуэй                    |
| Женский одиночный разряд | Дэн Япин             | Ван Нань                       | Ли Ю                           |
| Женский одиночный разряд | Дэн Япин             | Ван Нань                       | У На                           |
| Мужской парный разряд    | Кун Линхуэй Лю Голян | Йорген Перссон Ян-Уве Вальднер | Дамьен Элуа Жан-Филипп Гасьен  |
| Мужской парный разряд    | Кун Линхуэй Лю Голян | Йорген Перссон Ян-Уве Вальднер | Кодзи Мацусито Хироси Сибутани |
| Женский парный разряд    | Дэн Япин Ян Ин       | Ли Цзюй Ван Нань               | Чай По Ва Цяо Юньпин           |
| Женский парный разряд    | Дэн Япин Ян Ин       | Ли Цзюй Ван Нань               | Чэн Хунся Ван Хуэй             |
| Микст                    | Лю Голян У На        | Кун Линхуэй Дэн Япин           | Ван Лицинь Ван Нань            |
| Микст                    | Лю Голян У На        | Кун Линхуэй Дэн Япин           | Чан Пэн-лунг Чэнь Цзин         |